# Кеннет Ерроу
Ке́ннет Джо́зеф Е́рроу (англ. Kenneth Joseph Arrow; 23 серпня 1921, Нью-Йорк — 21 лютого 2017) — американський економіст, лауреат Нобелівської премії з економіки 1972 року (разом з Джоном Гіксом) «за новаторський вклад в загальну теорію рівноваги і теорію добробуту».
Доктор філософії Колумбійського університету. Працював у Чиказькому, Стенфордському і Гарвардському університетах. Президент Міжнародної економічної асоціації (1983—1986). Президент Економетричного товариства (1956). Президент Американської економічної асоціації в 1973 році. Нагороджений медаллю Дж. Б. Кларка (1957). Лауреат премії Джона Коммонса (1973). Входить у редколегію журналу Games and Economic Behavior.

## Основні праці
- «Суспільний вибір та індивідуальні переваги» (Social Choice and Individual Values, 1951);
- «Нариси лінійного та нелінійного програмування» (Studies of Linear and Nonlinear Programming, 1958);
- «Економічний зміст пізнання через практику» (The Economic Implication of Learning of Doing, 1962).